# Love Me More
Love Me More è un singolo del rapper statunitense Trippie Redd, pubblicato il 1º novembre 2019.

## Tracce
1. Love Me More – 2:23